# Gustav-Adolf-Kirche (Breslau)

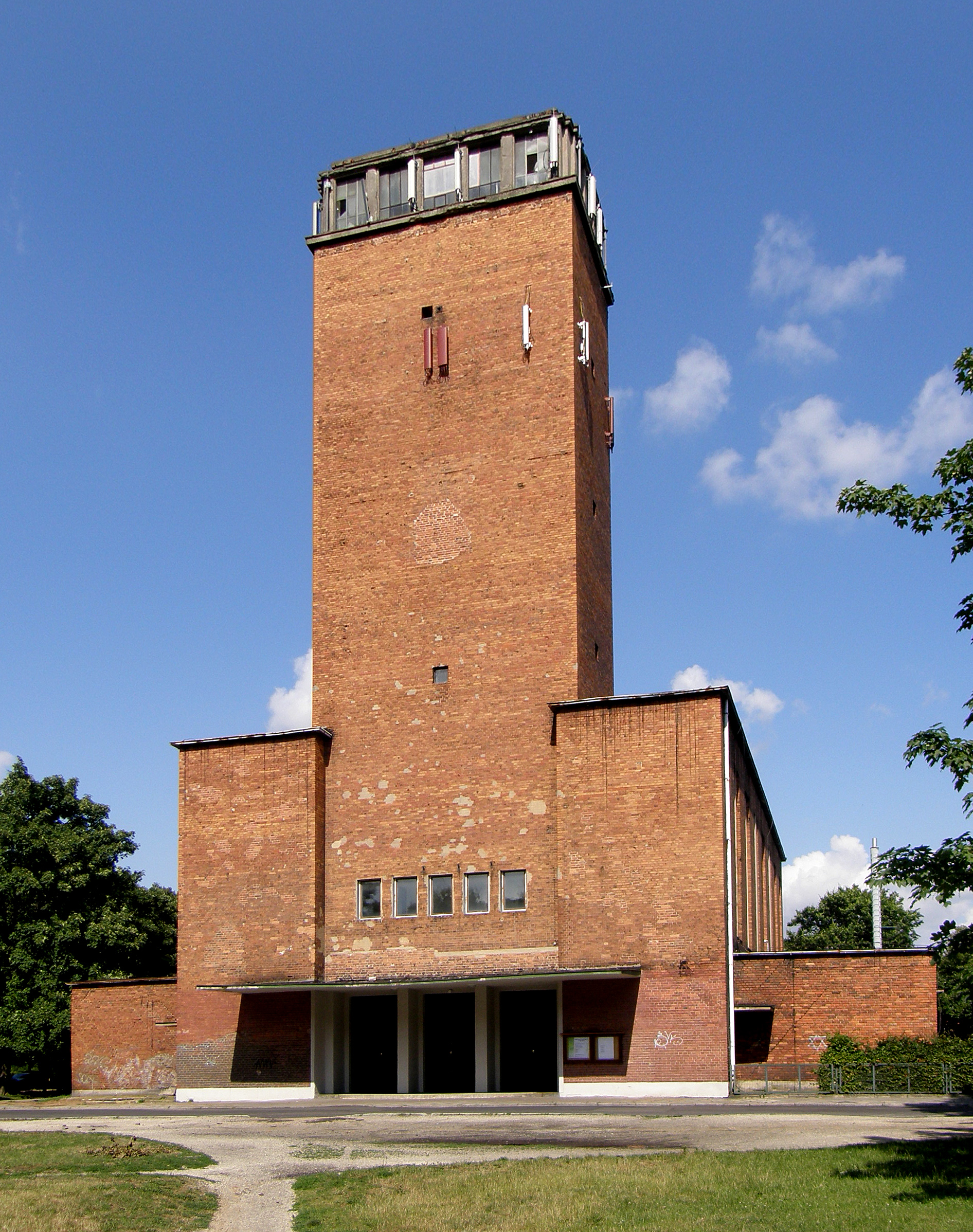
Gustav-Adolf-Gedächtniskirche

Die Gustav-Adolf-Kirche (polnisch Kościół Gustawa Adolfa) ist ein evangelisches Gotteshaus im Breslauer Stadtteil Sępolno (deutsch: Zimpel) an der ulica Księdza Stanisława Brzóski 1.

## Geschichte
1927 wurde ein deutschlandweiter Architektenwettbewerb für die Planung der evangelischen Kirche für die größte Breslauer Neubausiedlung Zimpel ausgeschrieben. Für Aufsehen sorgte der radikal moderne Wettbewerbsbeitrag von Hans Scharoun, der jedoch nicht berücksichtigt wurde. Gewinner des Architekturwettbewerbs war der in der Siedlung Zimpel tätige und wohnende Albert Kempter (1863–1941), der einen gemäßigt modernen Kirchenbau vorgeschlagen hatte und zusammen mit Paul Heim, einem der federführenden Architekten der Siedlung Zimpel, auch den Zuschlag für den Bau der Kirche erhielt. In Erinnerung an den bevorstehenden 300. Tag der Schlacht bei Breitenfeld wurde der Kirche bei der Grundsteinlegung am 6. November 1932 der Name Gustav Adolfs von Schweden gegeben. 1933 wurde der Neubau fertiggestellt.
Nach dem Übergang an Polen infolge des Zweiten Weltkriegs 1945 wurde das Gebäude bis 1996 als Kino bzw. Kulturhaus unter der Bezeichnung Światowid genutzt. Die oberen Turmgeschosse mit dem Glockenstuhl wurden abgetragen und mit einem verglasten Aufbau für die neue Nutzung als Aussichtsturm ersetzt und zugleich die meisten Fenster zugemauert. Die Orgel wurde demontiert und zur Ergänzung der ebenso von der Werkstatt Sauer gebauten Orgel, die von der Jahrhunderthalle in den Breslauer Dom verlagert wurde, benutzt.
1996 wurde das Haus wieder an die Evangelisch-Augsburgischen Kirche in Polen zurückgegeben und bis 1999 im Inneren teilweise renoviert. Die Kirche erhielt eine neue Orgel niederländischer Produktion und eine Christusfigur aus dem 18. Jahrhundert, die von einem Wegkreuz aus der Gegend von Świebodzin (deutsch: Schwiebus) stammt. Der Glockenturm wurde nicht rekonstruiert. Die Kirche wird als evangelische Garnisonkirche genutzt. Das Gebäude steht seit 24. Januar 2007 unter Denkmalschutz.

## Ausstattung und Architektur
Die dreischiffige Kirche entstand auf einem geosteten Grundriss mit einem rechteckigen Ostabschluss. Der Bereich der Sakristei an der Ostseite ist mit einem Pfarr- bzw. Gemeindehaus verbunden. Der hohe Mittelturm in der Westfassade war ursprünglich mit einem Glockenhaus gekrönt und trug eine Uhr. Der Breslauer Bildhauer Theodor von Gosen schuf für das Innere der Kirche ein großes Christusrelief sowie ein Taufbecken. Die Bleiglasfenster wurden von Richard Süßmuth gestaltet. Die Schlacht um Breslau bei Kriegsende 1945 überstand die Kirche ohne größere Beschädigungen. Die Kirche erhielt eine Orgel der Firma W. Sauer aus Frankfurt (Oder).

## Geistliche
- Bunzel
- von Beuningen
- Schepky[2]